# مبنى القيادة العامة (سانت بطرسبرغ)

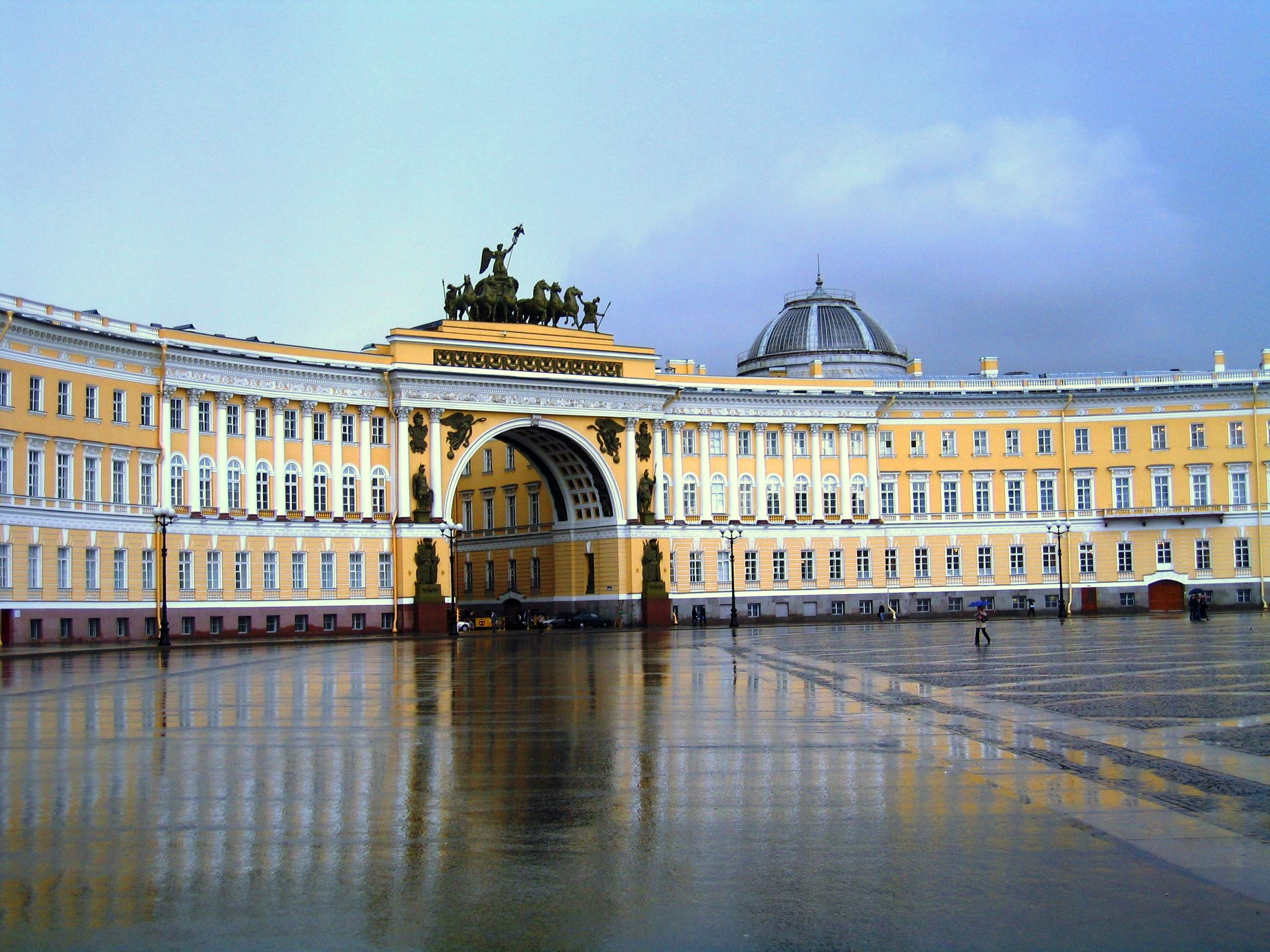

مبنى القيادة العامة ((بالروسية: Здание Главного штаба)‏, زداني غلافنوغو شتابا) هو مبنى بواجهة طولها 580 متر يقع في ساحة القصر في سانت بطرسبرغ في روسيا قبالة قصر الشتاء.
صمم المبنى المهندس كارلو روسي على الطراز الإمبراطوري وبني في ما بين 1819-1829. يتكون المبنى من جناحين يفرقهما قوس النصر زينه الناحتان ستيفان بيمينوف وفاسيلي ديموث-مالينوفسكي ليخلدا النصر الروسي في حرب نابوليون على روسيا سنة 1812. يربط القوس بين ساحة القصر وشارع بولشايا مورسكايا حتى نيفسكي بروسبيكت. قبل تحويل موسكو إلى عاصمة في 1918 كان المبنى مقرا للقيادة العامة للقوات العسكرية (الجناح الغربي) ووزارة الخارجية وزارة المالية (الجناح الشرقي). الآن الجناح الغربي هو مقر منطقة لينينغراد العسكرية فيما أصبح الجناح الشرقي تابعا لمتحف الإرميتاج منذ سنة 1993.

## وصلات خارجية
- مبنى الجنرال ستاف @ موسوعة سانت بطرسبرغ